# مجموعة إيسيل
مجموعة إيسيل (بالإنجليزية: Essel Group) المعروفة أيضًا باسم مجموعة زي هي شركة قابضة هندية متعددة الجنسيات ومروجة للشركات يقع مقرها الرئيسي في مومباي، ماهاراشترا في الهند. كانت للشركة مصالح تجارية في مجال وسائل الإعلام والبنية التحتية والتعبئة والتغليف. وهي تدير شركة تابعة لشركة زي للإعلام.
تأسست الشركة في عام 1926 باسم ميسرز رامغوبال إندرابراساد بواسطة جاغاناث جوينكا، وتم توسيع الشركة وتحويلها إلى مجموعة إيسيل للصناعات بواسطة حفيده، سوبهاش تشاندرا. تشاندرا هو جزء من عائلة جوينكا (جويل) التي تمتلك المجموعة وتديرها؛ وكان أيضًا رئيسًا للشركة وعضوًا سابقًا في راجيا سابها.
في عام 2019، واجهت شركة إيسيل مشاكل مالية  فباعت العديد من أصولها، بما في ذلك شركة إيسيل بروباك وحصص شركة زي للمشاريع الترفيهية.

## روابط خارجية
- الموقع الرسمي